# Aprostocetus gobius
Aprostocetus gobius är en stekelart som beskrevs av Girault 1913. Aprostocetus gobius ingår i släktet Aprostocetus och familjen finglanssteklar. Inga underarter finns listade i Catalogue of Life.